# Estádio Antônio Otoni Filho
O Estádio Antônio Otoni Filho é um estádio de futebol brasileiro, situado em Guará, no Distrito Federal. Foi inaugurado no dia 16 de abril de 1978 e tem capacidade para aproximadamente 22.000 pessoas. Na festa de Inauguração, o Esporte Clube Vitória da Bahia, venceu o Corinthians de Guará por 2x0. Seu apelido, CAVE, é a sigla para Centro Administrativo Vivencial e Esporte, complexo de lazer do Guará onde se encontra o estádio e que conta, entre outras estruturas, com um ginásio coberto, um kartódromo, um teatro de arena e a Feira do Guará.
No CAVE, mandavam seus jogos as três equipes da cidade, Botafogo-DF, Guará e Capital. Outros clubes já mandaram seus jogos no estádio, como o Brasília, que decidiu usar o CAVE durante a demolição e reconstrução do Mané Garrincha, estádio onde mandava seus jogos.
O estádio também é a casa do Brasília V8 e do Tubarões do Cerrado, equipes de Futebol Americano do Distrito Federal que participam do Torneio Touchdown.